# Maurice Creek
Maurice "Mo" Creek (Oxon Hill, Maryland, 16 de agosto de 1990) es un jugador de baloncesto estadounidense que actualmente se encuentra sin equipo. Con 1,96 metros de estatura, juega en la posición de escolta.

## Trayectoria deportiva

### Universidad
Jugó tres temporadas con los Hoosiers de la Universidad de Indiana, en las que promedió 7,2 puntos, 2,1 rebotes y 1,0 asistencias por partido. En su temporada sophomore sufrió una rotura en el tendón de Aquiles, que le hizo perderse la mitad de la misma y la siguiente completamente entera. En 2013 fue transferido a los Colonials de la Universidad George Washington donde disputó una última temporada, en la que promedió 14,1 puntos y 3,4 rebotes por partido, siendo incluido en el tercer mejor quinteto de la Atlantic 10 Conference.

### Profesional
Tras no ser elegido en el Draft de la NBA de 2014, en septiembre firmó su primer contrato profesional con el Den Helder Kings de la Eredivisie holandesa, En el mes de diciembre el club quebró, abandonando la competición. Hasta ese momento Creek había disputado once partidos en los que estaba promediando 18,2 puntos y 4,4 rebotes, que le situaban como segundo mejor anotador de la liga en ese momento. En enero de 2015 firmó por el también equipo holandés del ZZ Leiden, donde acabó la temporada promediando 11,2 puntos y 2,6 rebotes por partido.
Tras acabar la temporada, estuvo sin equipo hasta enero de 2016, cuando fichó por el SISU Copenhagen de la Basket Ligaen danesa, donde acabó la temporada con unos promedios de 23,5 puntos y 5,3 rebotes por encuentro.
El 31 de octubre de 2016 firmó con los Santa Cruz Warriors de la NBA D-League, pero fue cortado sin llegar a debutar cinco días más tarde. En el mes de diciembre fichó por el ETB Wohnbau Baskets Essen de la ProA, la segunda categoría del baloncesto alemán, donde acabó la temporada promediando 14,7 puntos y 3,3 rebotes por partido.